# 横门
横门水道位于中华人民共和国广东省中山市横门山，距洪奇门约4千米，是横门水道的出口，为珠江三角洲八大口门之一。横门口的年径流量365亿立方米，占珠江出海总径流量的11.2%；年输沙量925万吨，占珠江总出海输沙量的13%；横门的最大涨潮差2.27米，最大落潮差2.48米。在距横门约10千米的横门水道南侧张家边附近建有中山港，建设有最大为5000吨级的泊位。